# Mary Russell Mitford
Mary Russell Mitford (Alresford, 16 dicembre 1787 – 10 gennaio 1855) è stata una scrittrice e drammaturga inglese, celebre soprattutto per la sua raccolta di racconti brevi dal titolo Our Village, basati sulle sue esperienze di vita campestre nel piccolo villaggio parrocchiale di Three Mile Cross,a Shinfield a sud di Reading.

## Biografia
Unica figlia sopravvissuta di George Mitford (o Midford), medico chirurgo, e di sua moglie Mary Russell, facoltosa parente alla lontana dei Duchi di Bedford. Nel 1792 la sua famiglia si trasferì a Reading e poi nel 1795 a Lyme Regis, a causa di gravi difficoltà finanziarie a causa di suo padre che continuava a dilapidare il patrimonio di sua moglie. Alla fine i Mitford furono costretti a mettere all'asta la dimora di Lyme Regis per trasferirsi a Londra nel 1797. 

Dal 1798 al 1802 la giovane Mary frequentò la Mount de Saint Quentin School, dove studiò con entusiasmo la lingua e la letteratura francese e quella latina. Dopo aver fatto ritorno a casa nel 1802, continuò a leggere con avidità, soprattutto romanzi e opere teatrali. Al termine della sua adolescenza si dedicò alla scrittura di poesie, la sua prima raccolta, dal semplice titolo di Poems, fu pubblicato nel 1811 (con una seconda edizione nel 1812), a questa prima raccolta seguirono poemi più lunghi come Christina, or, The Maid of the South Seas (1811), ispirato all'episodio dell'ammutinamento del Bounty, Watlington Hill, sulla corsa dei greyhound (1812 e Narrative Poems on the Female Character in the Various Relations of Human Life (1813), che non ebbero un accoglimento molto favorevole da parte della critica, ma ebbero un discreto successo economico. Il celebre poeta Samuel Taylor Coleridge, dopo aver letto Christina, consigliò alla giovane poetessa di dedicarsi alla scrittura di opere teatrali.

### I drammi storici
I primi successi finanziari delle sue pubblicazioni non furono sufficienti a salvare la famiglia dal disastro e in particolare suo padre dalla minaccia di incarcerazione a causa dei suoi debiti; i Mitford furono costretti a vendere la loro dimora di Bertram House e trasferirsi nel 1820 a vivere in un cottage nel piccolo villaggio di Three Mile Cross. Seguendo i consigli di Coleridge, Mary Mitford iniziò a comporre drammi a carattere storico, con i quali, dopo i primi insuccessi, riuscì anche a guadagnare a sufficienza per essere in grado a sostenere la propria famiglia. Incoraggiata anche dallo scrittore Thomas Noon Talfourd a perseguire la via di autrice di drammi storici, dopo aver assistito alla rappresentazione di un dramma dal titolo Wallace, scritto dal giovane autore C.E. Wallace, sul palco del Covent Garden, che gli aveva fatto guadagnare diverse centinaia di sterline. Fu così che la giovane Mitford, spinta anche da motivi economici, compose Fiesco, che fu rifiutata dall'attore e manager teatrale William Macready nel 1821, così come accadde alla seconda opera, Foscari, nonostante i molti rimaneggiamenti, nel 1823. In quello stesso anno, tuttavia, Macready recitò la parte del protagonista del terzo dramma composto dalla Mtford, Julian, pubblicato sempre nel 1823. Inizialmente Macready si dimostrò entusiasta anche del successivo dramma, dal titolo Rienzi(1824), tuttavia si rifiutò di metterlo in scena dopo le sue insistenze ad un suo sostanziale rimaneggiamento. Il dissidio tra l'autrice e l'attore si approfondì ulteriormente quando un articolo, pubblicato sulla celebre rivista Blackwood's Magazine, attribuiva il rifiuto dell'opera della Mitford all'arroganza e alla mania di protagonismo di Macready.
Il successivo dramma storico, Charles the First. pubblicato nel 1834, attirò l'interesse per una sua rappresentazione da parte del celebre attore Charles Kemble, il quale fu impedito dal suo progetto a causa della mancata concessione della necessaria licenza per poter portare la rappresentazione del dramma sul palco del Covent Garden, per motivi politici (nonostante l'immagine del monarca nel dramma ricevesse una luce piuttosto positiva). Il dramma fu comunque rappresentato al Royal Victoria Theatre, al di fuori della giurisdizione dell'ordinanza sui permessi delle rappresentazioni nei teatri. Nel 1826, Kemble recitò al Covent Garden la parte del protagonista del dramma successivo della Mitford, Francesco, dal titolo Foscari, che riscosse un vasto successo di pubblico e fece guadagnare alla sua giovane autrice la considerevole cifra di 200 sterline, oltre agli ulteriori guadagni relativi alla pubblicazione.

### Le opere di narrativa
In maniera complementare ai drammi storici, la Mitford si dedicò alla scrittura narrativa, oltre che ad ulteriori componimenti poetici, su diverse riviste. Alcuni dei suoi primi racconti, alcuni dei quali vennero inizialmente rifiutati dal New Monthly Magazine di Thomas Campbell. videro la luce sulle pagine del meno prestigioso Lady's Magazine tra il 1822 e il 1824. Questi stessi racconti composero la raccolta dal titolo Our Villages: Sketches of Rural Character and Scenery pubblicato nel 1824, che diede all'autrice la notorietà e un grande successo di pubblico, nonché della critica entusiasta di Charles Lamb, conosciuto dalla Mitford dietro presentazione di Talfourd. Fatta eccezione per pochi critici, che considerarono l'argomento dell'opera "inappropriato" ad una certa sensibilità attribuita alle classi più elevate, sostanzialmente la maggior parte dei lettori dimostrarono un ampio interesse per le sue descrizioni particolareggiate e minuziose e, soprattutto, di prima mano della vita quotidiana nel mondo rurale e della piccola provincia inglese.Our Villages consentì alla Mitford di essere apprezzata sia come autrice di dramma a carattere storico ma anche come scrittrice di narrativa, dandole una certa popolarità di pubblico. La sua raccolta di racconti diede origine ad un nuovo genere letterario che venne definito da Harriet Martineau descrizione grafica (in inglese graphic description), sostenendo con questo termine che le descrizioni della Mitford sono paragonabili a quelle di pittori come John Everett Millais e David Wilkie, con le loro rappresentazioni di scene rurali. La stessa autrice fa spesso un riferimento diretto per le sue scene ai dipinti del pittore fiammingo Abraham Teniers. Il critico letterario Peter David Edwards ha definito lo stile della Mitford come realismo idilliaco (in inglese idyllic realism). Il mondo rurale e della piccola provincia descritto nell'opera della Mitford era una realtà in rapido declino e sotto la minaccia di un imminente e radicale mutamento sociale.

Il successo di critica e commerciale ottenuto con la pubblicazione di Our Villages ebbe conseguenze positive, anche se per breve tempo, sulla sua carriera di autrice di drammi storici. Il suo dramma Rienzi venne rappresentato con numerose repliche al Drury Lane con protagonista l'attore Charles Young nel 1828. I seguenti drammi, Gaston de Blondeville e Inez de Castro, tuttavia ottennero scarsi risultati.

I successi di Our Villages indussero la Mitford a proseguire la carriera di autrice di opere in prosa, scrivendo una raccolta di scene che descrivevano la vita provinciale di Reading, nell'opera dal titolo Belford Regis, or, Sketches of a Country Town, utilizzando la stessa formula letteraria del suo primo libro; l'opera fu pubblicata per la prima volta nel 1835, e ad essa seguirono ulteriori edizioni nel 1846 e nel 1849.

Grazie all'ampio successo di pubblico ottenuto anche negli Stati Uniti, la Mitford curò alcune raccolte che descrivevano scene di vita rurale ambientate oltreoceano scritte da autori americani, come Stories of American Life, by American Authors in tre volumi (1830) e Lights and Shadows of American Life in 3 volumi (1832).

### I problemi finanziari e gli ultimi anni
Dopo la morte di sua madre, il 1º gennaio 1830, i problemi finanziari della famigli Mitford tornarono a influenzare la carriera della scrittrice, costretta a riparare i debiti contratti dal madre, che si era inoltre ammalato gravemente nel 1842. Alla sua morte, avvenuta l'11 ottobre 1842, George Mitford lasciò a sua figlia un debito pari a circa 1.000 sterline, costringendo la scrittrice a organizzare una sottoscrizione pubblica per onorare la somma da pagare. Pressata da queste enormi preoccupazioni economiche, la Mitford ridusse notevolmente la sua produzione letteraria, che si limitò alla pubblicazione nel 1846 di Fragments des CEUvres d’Alexandre Dumas choisis a I'usage de la jeunesse e ad alcuni racconti di ambientazione natalizia.

La scrittrice mantenne anche una fitta corrispondenza con diversi autori celebri dell'epoca, con alcuni dei quali aveva stretto anche una profonda amicizia personale. Tra i più importanti sono da annoverare il critico musicale Henry Chorley, l'attivista e scrittrice Harriet Martineau, lo scrittore John Ruskin (con cui iniziò una corrispondenza dal 1847), il poeta e scrittore Richard Henry Horne e la scrittrice Elizabeth Barrett Browning, che conobbe personalmente nel 1836 e con la quale condivise in particolare la passione per la letteratura francese e la presenza di una figura paterna molto problematica.

In corrispondenza dei suoi ultimi anni di vita, la Mitford pubblicò tre delle sue opere più voluminose, Recollections of a Literary Life (1852), nel quale la scrittrice ha raccolto tutti i suoi contributi pubblicati sul Lady’s Companion, e dove sono descritti diversi momenti della sua vita trascorsa nel villaggio di Three Mile Cross; Atherton, and other Tales (1858), dove viene pubblicato un racconto lungo sul quale si era dedicata alla fine del decennio 1830 e che viene considerato dalla critica aderire molto meno al suo stile ed infine la raccolta Dramatic Works (1854 in due volumi), dove sono pubblicate sia i drammi storici che erano stati rifiutati che quelli che avevano raccolto maggior successo. Nel 1835 si trasferì nuovamente da Three Mile Cross in un cottage a tre miglia di distanza, nella località di Swallowfield, dove sarebbe rimasta per il resto della sua vita. Morì per le conseguenze di un incidente con un calesse e venne sepolta nel cimitero della chiesa locale.